# Enkla
Enkla är ett varumärke för bolån till privatpersoner som ägs av Simplex AB, ett svenskt fintechbolag och Bostadskreditinstitut grundat 2012 under namnet Lånbyte. Enkla började lansera egna bolån under våren 2018 och fick en hel del medial uppmärksamhet.
Ägare är Alexander Widegren, grundare och VD. Tidiga investerare är bl.a. Saeid Esmaeilzadeh och Nico Rosberg

## Kritik
Enkla finansierar sina bolån via bostadsobligationer av typen Residential mortgage-backed security Upplägget påminner en del om de finansiella produkter som utlöste finanskrisen i USA 2008.
Bolaget fick en hel del kritik efter att de inte kunnat berätta vad som händer med kunder efter lånets bindningstid gått ut. Enkla kunde inte garantera fortsatta lån efter bindningstiden. Senare berättade bolaget att kunder som inte agerar efter bindningstiden hamnar på en högre rörlig ränta (1,7 %).